# Frihetsfronten
Frihetsfronten är ett svenskt nätverk för libertarianer och nyliberaler. Frihetsfronten vill försvara den individuella friheten inklusive öppna gränser samt stå för en marknadsvänlig hållning. Vidare kritiserar man repressiva inslag i den svenska narkotikapolitiken.
Nätverket grundades 1990 av Christian Gergils, tidigare ordförande för Fria moderata studentföreningen vid Stockholms universitet, Mattias Bengtsson, tidigare VD för Timbro och Anders Varveus.
Till en början gjorde sig Frihetsfronten kända för att sända piratradio, sälja sprit på offentlig plats och andra former av civil olydnad. Den mest kända verksamheten var svartklubben Tritnaha på S:t Eriksgatan i Stockholm.
Polisen stängde sedermera klubben. Stängningen av Tritnaha innebar också att tidskriften Nyliberalens redaktionslokal stängdes, vilket ledde till att JK 1994 gav tidskriften ett skadestånd på 60 000 kronor plus 37 500 kronor för rättegångskostnader. 
Det var inte fel att stänga klubben. Men tidningen har fått ersättning för de olägenheter som stängningen orsakat, säger byråchef Håkan Lavén vid justitiekanslerns kansli till TT.
Frihetsfronten bedriver än idag pubverksamhet, men under stillsammare former. Deras pubträffar går under namnet Liberöl.
För övrigt driver Frihetsfronten bland annat krav på fri invandring utan bidrag och narkotikalegalisering, samt frågor rörande exempelvis rättssäkerhet och yttrandefrihet. Frihetsfronten är även motståndare till Sveriges medlemskap i EU.
1998 dömdes Mats Hinze, aktiv i Frihetsfronten och engagerad i driften av nätverkets svartklubb Tritnaha, till sju års fängelse för att ett år tidigare ha försökt spränga skulpturen Människan och Pegasus på Lidingö. Sprängningen skulle vara en hämnd för polisens razzior mot Tritnaha i Stockholm, samt riktat mot Stockholms försök att få sommar-OS 2004.

## Organisation
Ordförande för Frihetsfronten är Henrik Alexandersson.

## Publicistisk verksamhet
Organisationen ger även ut tidskriften Nyliberalen.